# Dogs of War
Dogs of War (englisch: abwertend für Söldner) ist ein Computerspiel des Genres Shoot ’em up. Es wurde von Elite Systems entwickelt und ist 1989 für Amiga und Atari ST erschienen. Das Spielprinzip ist vergleichbar mit Commando und Ikari Warriors, die ebenfalls von Elite für Heimcomputer veröffentlicht wurden. In Deutschland wurde das Spiel durch die BPjS indiziert (Bundesanzeiger Nr. 204 vom 31. Oktober 1991).

## Spielbeschreibung
Der Spielablauf ähnelt sehr dem von Commando, jedoch flossen durch Dogs of War einige Innovationen in das Genre ein: Der Levelaufbau ist nicht geradlinig angelegt; der Spieler kann selbst entscheiden, in welcher Reihenfolge er die zwölf Missionen abarbeitet.
Die Perspektive und das Scrolling aus Commando wurden zwar beibehalten, aber durch Spielabschnitte, die seitwärts scrollen erweitert.
Vor den einzelnen Missionen kann die Spielfigur aus einer Palette von neunzehn Waffen ausgerüstet werden. Der Detailreichtum und die Menge an originalgetreuen Nachbildungen von Schusswaffen ist von Spielen aus dieser Zeit unerreicht: Neben Pistolen, Maschinenpistolen, Sturmgewehren, Panzerabwehrhandwaffen, einem Flammenwerfer und einer tragbaren M134, sowie der Munition für die unterschiedlichen Waffen, beläuft sich die Anzahl der käuflichen Objekte auf achtundzwanzig.
Die Musik im Spiel wurde von David Whittaker komponiert.

## Kritik
Dogs of War erhielt trotz der Ähnlichkeiten zu den oben angesprochenen Spielen in der Fachpresse gute Kritiken aufgrund der Neuerungen. Peter Braun schrieb im Computerspielmagazin ASM: „DOGS OF WAR ist im Prinzip nichts anderes als die beiden Metzel-Klassiker und Baller-Orgien Harakiri Warriors und Chromambo.“ (Gemeint sind hier Ikari Warriors und Commando.) „Gut, die DOGS OF WAR sind brutal und geschmacklos, aber das Spiel macht trotzdem Spaß und motiviert recht lange. […] Greift zu, solange es das Ding gibt!“ Die Kritik des Magazin ZZAP!64 beschrieb das Spiel mit: Dogs of War is essentially an Ikari Warriors variant, improving on that game with the superb range of weapons and multi-directional scrolling. (etwa: Dogs of War ist im Wesentlichen eine Variante von Ikari Warriors, die das Spielprinzip mit einer stattlichen Anzahl Waffen und einem multidimensionalen Bildlauf erweitert.)
Obwohl das Spiel sehr suchterzeugend (very addictive) sei, ähnelten sich die Missionen ziemlich und es erzeuge so auf Dauer eine Eintönigkeit. (all the missions play much the same, and the action eventually gets repetitive.)